# دريرة

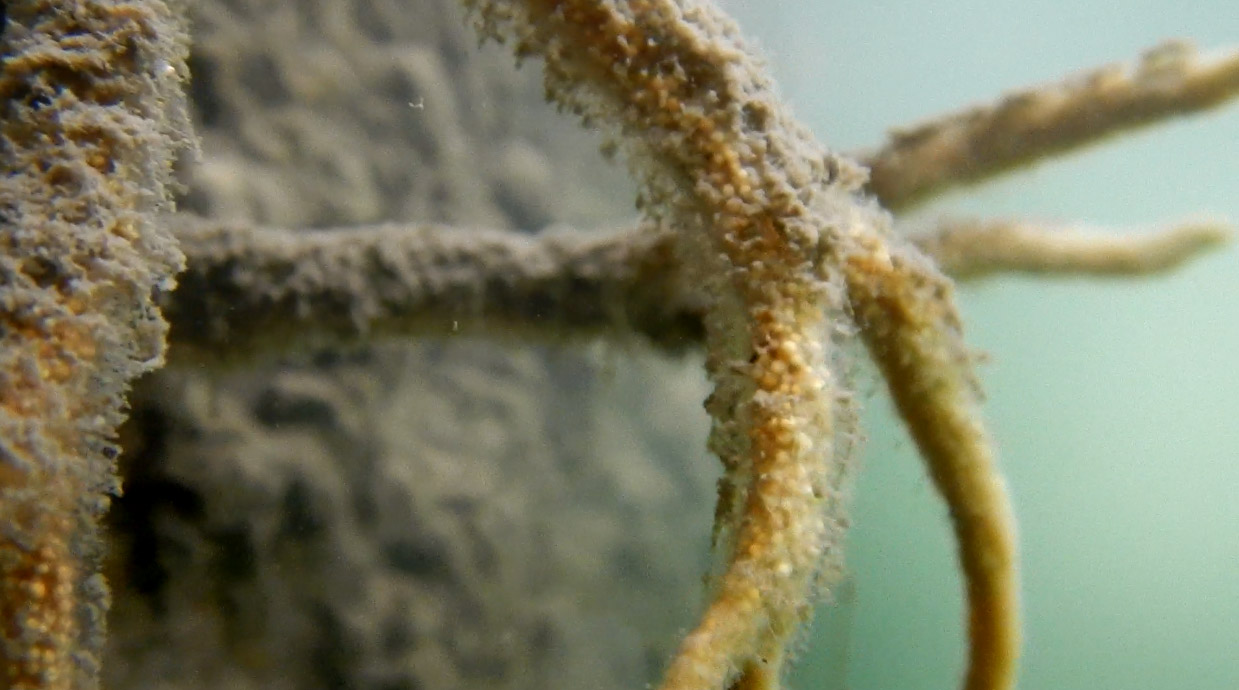
دريرات

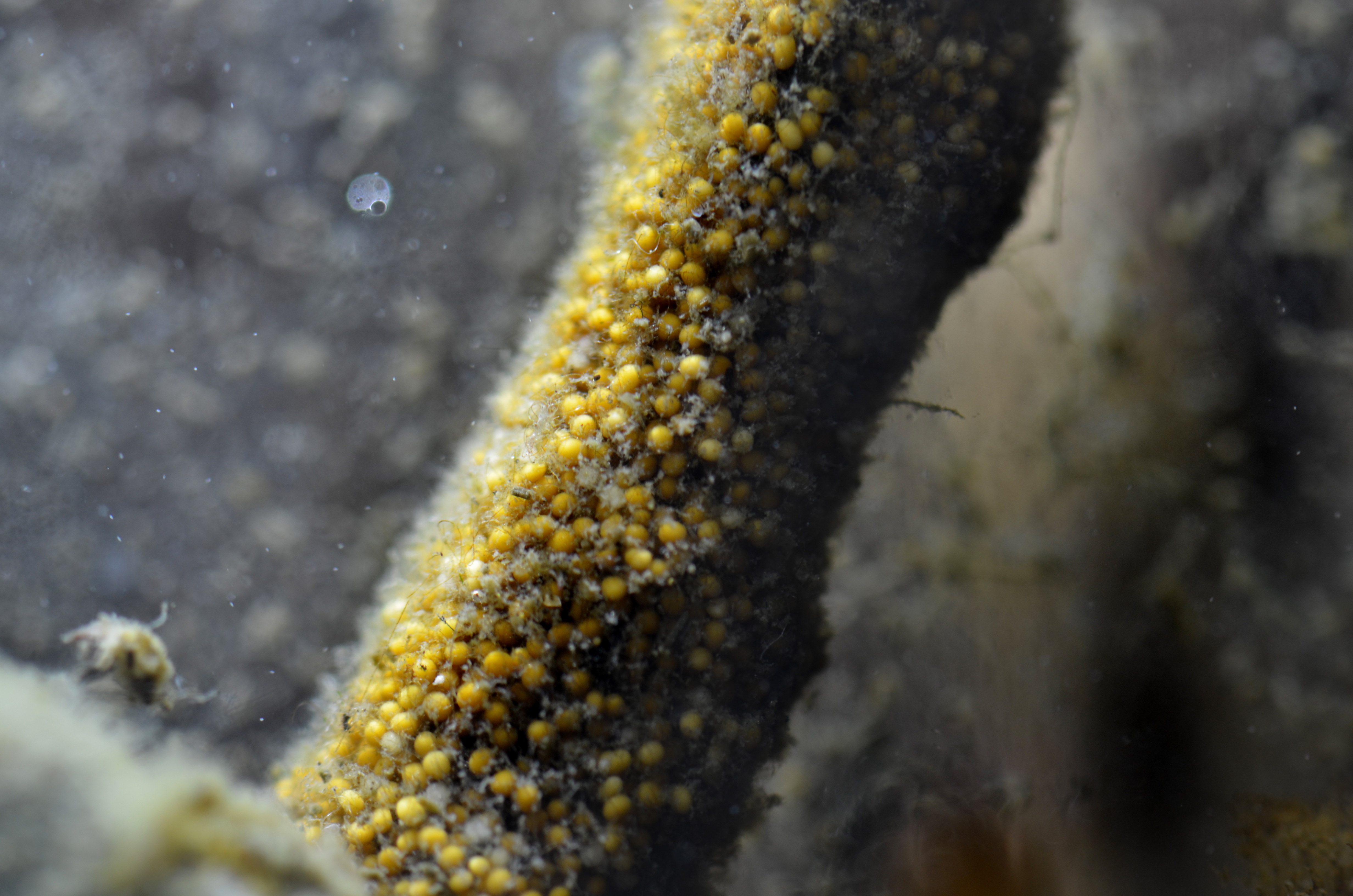
دريرات (Spongilla lacustris)

الدريرات أو بُريعم أو عَجُز هي براعم داخلية توجد في الإسفنجيات و هي تساهم في التكاثر الاجنسي. وهي قابلة للتطوير إلى كائن حي جديد على سبيل المثال إسفنج بالغ.